# Batalla de la bahía de Heligoland (1914)
La batalla de la bahía de Heligoland fue la primera batalla naval de la Primera Guerra Mundial, librada el 28 de agosto de 1914 entre las armadas de Reino Unido y Alemania. La batalla tuvo lugar al sureste del Mar del Norte, cuando los británicos atacaron a patrullas alemanas frente a la costa noroeste de Alemania. La Flota de Alta Mar alemana permaneció a refugio en la costa norte de su país mientras que la Gran Flota británica se mantuvo en el Mar del Norte septentrional. Ambos bandos se enfrentaron en diversas incursiones a gran distancia con cruceros y cruceros de batalla, mientras que los destructores realizaban reconocimientos cercanos en la zona marítima cerca de la costa germana, en la bahía de Heligoland. Los británicos elaboraron un plan para emboscar a los destructores alemanes en una de sus patrullas diarias, para lo cual enviaron una flotilla de 31 destructores y dos cruceros bajo mando del comodoro Reginald Tyrwhitt, acompañada por los submarinos dirigidos por el comodoro Roger Keyes. Tenían al apoyo lejano de otros seis cruceros ligeros comandados por William Goodenough y de cinco cruceros de batalla bajo mando del vicealmirante David Beatty.
En la batalla fueron hundidos tres cruceros ligeros y un destructor alemanes, otros tres cruceros ligeros resultaron dañados, 712 marineros murieron, 530 resultaron heridos y 336 fueron hechos prisioneros. Los británicos contabilizaron daños en un crucero ligero y tres destructores, 35 muertos y 40 heridos. La batalla fue considerada una gran victoria en Reino Unido, donde una multitud de gente ovacionó en los puertos a los buques a su regreso. Públicamente, el vicealmirante Beatty fue reconocido como un héroe, aunque apenas participó en la acción y planificación del ataque, que en realidad fue liderado por el comodoro Tyrwhitt e ideado por éste y por Keyes, quien se había encargado de convencer al Almirantazgo británico. La incursión de los buques británicos podría haber sido un desastre si en el último momento el almirante John Jellicoe no hubiera enviado a las fuerzas adicionales de Beatty.
El efecto sobre el gobierno alemán y en particular sobre el káiser Guillermo II llevó a que se restringiera la libertad de acción de la flota alemana, a la que se ordenó permanecer en puerto y evitar cualquier contacto con fuerzas superiores en los siguientes meses.